# 1968年中華民國縣市長選舉
1968年中華民國縣市長選舉，即地方自治實施以來的第六屆縣市長選舉，與1968年中華民國省議員選舉合併辦理，同時於1968年4月21日舉行投票。本屆選舉共選出臺灣省當時20個縣市的行政首長，任期4年，但並沒有牽涉到實施戰地政務的福建省（金馬地區），以及於1967年改制為院轄市、市長轉由行政院任命的臺北市。
最後，在20位縣市長席次中， 中國民主社會黨首度入主高雄市 ，臺中市、新竹縣等2席亦由無黨籍人士攻下，其餘17席皆由中國國民黨取得。

## 選舉結果

### 總得票率
| 政黨               | 上屆得票率 | 本屆得票率 | 游離票率 |
| ------------------ | ---------- | ---------- | -------- |
| 中國國民黨         | 74.99%     | 72.00%     | ▼ 2.99%  |
| 無黨籍（黨外人士） | 27.98%     | 28.00%     | ▲ 2.99%  |

### 政黨席次變化
| 政黨           | 上屆席次 | 上屆席次 | 上屆席次   | 本屆席次 | 兩屆差額 |
| 政黨           | 選舉結果 | 補選差額 | 臺北市升格 | 本屆席次 | 兩屆差額 |
| -------------- | -------- | -------- | ---------- | -------- | -------- |
| 中國國民黨     | 17       | ▲ 1      | ━ 0        | 17       | ▼ 1      |
| 中國民主社會黨 | 1        | ▼ 1      | ━ 0        | 1        | ▲ 1      |
| 中國青年黨     | 1        | ━ 0      | ━ 0        | 0        | ▼ 1      |
| 無黨籍         | 2        | ━ 0      | ▼ 1        | 2        | ▲ 1      |

### 翻盤縣市
| 縣市別 | 上屆當選人黨籍 | 本屆當選人黨籍 |
| ------ | -------------- | -------------- |
| 新竹縣 | 中國國民黨     | 無黨籍         |
| 臺中市 | 中國國民黨     | 無黨籍         |
| 臺南市 | 無黨籍         | 中國國民黨     |
| 高雄市 | 中國國民黨     | 中國民主社會黨 |

### 當選人名單
各縣市之縣市長選舉當選人名單（粗體者為尋求連任者）：
| 縣市別 | 當選人 | 黨籍           | 當選 |
| ------ | ------ | -------------- | ---- |
| 臺北縣 | 蘇清波 | 中國國民黨     |      |
| 基隆市 | 蘇德良 | 中國國民黨     |      |
| 宜蘭縣 | 陳進東 | 中國國民黨     |      |
| 桃園縣 | 許新枝 | 中國國民黨     |      |
| 新竹縣 | 劉榭燻 | 無黨籍         |      |
| 苗栗縣 | 黃文發 | 中國國民黨     |      |
| 臺中縣 | 王子癸 | 中國國民黨     |      |
| 臺中市 | 林澄秋 | 無黨籍         |      |
| 彰化縣 | 陳時英 | 中國國民黨     |      |
| 南投縣 | 林洋港 | 中國國民黨     |      |
| 雲林縣 | 廖禎祥 | 中國國民黨     |      |
| 嘉義縣 | 黃老達 | 中國國民黨     |      |
| 臺南縣 | 劉博文 | 中國國民黨     |      |
| 臺南市 | 林錫山 | 中國國民黨     |      |
| 高雄縣 | 林淵源 | 中國國民黨     |      |
| 高雄市 | 楊金虎 | 中國民主社會黨 |      |
| 屏東縣 | 張豐緒 | 中國國民黨     |      |
| 花蓮縣 | 黃福壽 | 中國國民黨     |      |
| 臺東縣 | 黃鏡峰 | 中國國民黨     |      |
| 澎湖縣 | 蔣祖武 | 中國國民黨     |      |

## 各縣市選舉結果

### 臺北縣
本屆選舉，現任縣長蘇清波競選連任，遇上無黨籍的廖銘義。蘇清波在本屆選舉中相較上屆選舉得票數增加許多，在25個鄉鎮市皆領先廖銘義，僅樹林鎮、鶯歌鎮、蘆洲鄉、三芝鄉由廖銘義些微領先。
| 臺北縣縣長選舉結果                                              | 臺北縣縣長選舉結果 | 臺北縣縣長選舉結果 | 臺北縣縣長選舉結果 | 臺北縣縣長選舉結果 | 臺北縣縣長選舉結果 | 臺北縣縣長選舉結果 |
| 號次                                                            | 候選人             | 政黨               | 得票數             | 得票率             | 當選標記           |                    |
| --------------------------------------------------------------- | ------------------ | ------------------ | ------------------ | ------------------ | ------------------ | ------------------ |
|                                                                 | 蘇清波             | 中國國民黨         | 184,401            | 63.93%             |                    |                    |
|                                                                 | 廖銘義             | 無黨籍             | 104,025            | 36.07%             |                    |                    |
| 選舉人數                                                        | 選舉人數           | 選舉人數           | 472,976            | 472,976            | 472,976            |                    |
| 投票數                                                          | 投票數             | 投票數             | 299,049            | 299,049            | 299,049            |                    |
| 有效票                                                          | 有效票             | 有效票             | 288,426            | 288,426            | 288,426            |                    |
| 無效票                                                          | 無效票             | 無效票             | 10,623             | 10,623             | 10,623             |                    |
| 領取未投票                                                      | 領取未投票         | 領取未投票         | 117                | 117                | 117                |                    |
| 投票率                                                          | 投票率             | 投票率             | 63.22%             | 63.22%             | 63.22%             |                    |
| 資料來源：《續修臺北縣志·卷七·選舉志》，張勝彥，2006年，頁158。 |                    |                    |                    |                    |                    |                    |

### 基隆市
蘇德良在補選上任後，於本屆爭取連任。遇到了具地方實力的前市議長蔡火炮挑戰。最後蘇德良以三千票些微差距勝過蔡火炮，連任成功。
| 基隆市市長選舉結果                                                 | 基隆市市長選舉結果 | 基隆市市長選舉結果 | 基隆市市長選舉結果 | 基隆市市長選舉結果 | 基隆市市長選舉結果 | 基隆市市長選舉結果 |
| 號次                                                               | 候選人             | 政黨               | 得票數             | 得票率             | 當選標記           |                    |
| ------------------------------------------------------------------ | ------------------ | ------------------ | ------------------ | ------------------ | ------------------ | ------------------ |
|                                                                    | 蘇德良             | 中國國民黨         | 45,740             | 48.47%             |                    |                    |
|                                                                    | 蔡火炮             | 無黨籍             | 42,310             | 44.83%             |                    |                    |
|                                                                    | 林水明             |                    | 6,327              | 6.70%              |                    |                    |
| 選舉人數                                                           | 選舉人數           | 選舉人數           | 136,475            | 136,475            | 136,475            |                    |
| 投票數                                                             | 投票數             | 投票數             | 97,831             | 97,831             | 97,831             |                    |
| 有效票                                                             | 有效票             | 有效票             | 不詳               | 不詳               | 不詳               |                    |
| 無效票                                                             | 無效票             | 無效票             | 不詳               | 不詳               | 不詳               |                    |
| 領取未投票                                                         | 領取未投票         | 領取未投票         | 不詳               | 不詳               | 不詳               |                    |
| 投票率                                                             | 投票率             | 投票率             | 71.71%             | 71.71%             | 71.71%             |                    |
| 資料來源：《基隆市志·卷三·政治志選舉篇》，邱智信編纂，2001年，頁32 |                    |                    |                    |                    |                    |                    |

### 宜蘭縣
| 號次 | 黨籍       | 姓名   | 得票   | 得票率 | 當選 |
| ---- | ---------- | ------ | ------ | ------ | ---- |
|      | 中國國民黨 | 陳進東 | 71,781 | 61.01% |      |
|      | 無黨籍     | 林伯耕 | 32,510 | 27.63% |      |
|      | 無黨籍     | 陳旺全 | 13,364 | 11.36% |      |

### 桃園縣
本屆縣長選舉中，國民黨有現任縣長陳長壽及省議員許新枝參加初選。原為無黨籍的許新枝於1967年10月1日加入國民黨。許新枝認為他要參選縣長，受到桃園軍眷戶很多，如果沒有軍眷戶支持，要當選縣長不容易。此外，他在鎮長選舉時已吃過一次虧，如果以黨外身分當選縣長，他們要進一步害他，還可以判刑事的罪。最終加入國民黨。:288-2891968年4月，國民黨舉行黨內初選。許新枝為避免引起現任縣長陳長壽反感，因此登記了縣長及縣議員。最後國民黨考慮陳長壽的健康因素，提名許新枝參選桃園縣長選舉。:290-291
許新枝面臨黨外女將黃玉嬌的挑戰，最終擊敗黃玉嬌當選縣長。
本屆桃園縣仍有作票爭議，據黃玉嬌參加1977年選後地方選舉檢討座談會發言，本屆選舉有個投票所作票做到104%的投票率。:55
| 號次 | 黨籍       | 姓名   | 得票    | 得票率 | 當選 |
| ---- | ---------- | ------ | ------- | ------ | ---- |
|      | 中國國民黨 | 許新枝 | 124,642 | 59.89% |      |
|      | 無黨籍     | 黃玉嬌 | 83,465  | 40.11% |      |

### 新竹縣
新竹縣在地方派系要角許金德支配下，形成福佬籍與客家籍輪流當縣長、議長的慣例。然而本屆在現任縣長「西許派」的彭瑞鷺卸任後，國民黨不甘由許金德支配新竹政壇。提名了非派系出身的朱育英（曾任內政部視察、科長，為親「東許派」的首屆新竹縣長朱盛淇之子），試圖壓制「西許派」。:182然而在候選人登記之時，一度出現國民黨籍現任省議員陳興盛違紀登記參選，由於陳興盛在省黨部甄選時，獲得許金德極力支持。陳氏的違紀登記，遭社會及國民黨方認為是受許金德暗中慫恿。而許金德則為表示此為誤會，則勸陳興盛打消原意，取消登記。最後陳興盛於4月5日取消登記。剩下朱育英與黨外的律師劉榭燻角逐縣長。
選舉結果，由默默無名的無黨籍人士劉榭燻當選。被視為是國民黨提名朱育英導致「西許派」的反彈所致。:182
| 新竹縣縣長選舉結果 | 新竹縣縣長選舉結果 | 新竹縣縣長選舉結果 | 新竹縣縣長選舉結果 | 新竹縣縣長選舉結果 | 新竹縣縣長選舉結果 | 新竹縣縣長選舉結果 |
| 號次               | 候選人             | 政黨               | 得票數             | 得票率             | 當選標記           |                    |
| ------------------ | ------------------ | ------------------ | ------------------ | ------------------ | ------------------ | ------------------ |
|                    | 劉榭燻             | 無黨籍             | 89,381             | %                  |                    |                    |
|                    | 朱育英             | 中國國民黨         | 82,780             |                    |                    |                    |
| 選舉人數           | 選舉人數           | 選舉人數           | 不詳               | 不詳               | 不詳               |                    |
| 投票數             | 投票數             | 投票數             | 251,062            | 251,062            | 251,062            |                    |
| 有效票             | 有效票             | 有效票             | 172,153            | 172,153            | 172,153            |                    |
| 無效票             | 無效票             | 無效票             | 8,800              | 8,800              | 8,800              |                    |
| 領取未投票         | 領取未投票         | 領取未投票         | 184                | 184                | 184                |                    |
| 投票率             | 投票率             | 投票率             | 72.08%             | 72.08%             | 72.08%             |                    |
|                    |                    |                    |                    |                    |                    |                    |

在選後，許金德亦被追究責任。同年省議員選舉許金德雖然五連任省議員成功，然而卻被從省議會副議長之位被拉下、不再連任副議長，由蔡鴻文接任。:182許金德經此打擊後，十分灰心也深感恐懼，第四屆省議員任滿後從此離開政壇專心從商。:182

### 苗栗縣
| 號次 | 黨籍       | 姓名   | 得票    | 得票率 | 當選 |
| ---- | ---------- | ------ | ------- | ------ | ---- |
| 1    | 中國國民黨 | 黃文發 | 123,066 | 100%   |      |

### 臺中縣
| 號次 | 黨籍       | 姓名   | 得票    | 得票率 | 當選 |
| ---- | ---------- | ------ | ------- | ------ | ---- |
| 1    |            | 周清泰 | 4,548   | 2.06%  |      |
| 2    |            | 尤世景 | 65,537  | 29.62% |      |
| 3    | 無黨籍     | 陳良弼 | 6,133   | 2.77%  |      |
| 4    | 中國國民黨 | 王子癸 | 145,026 | 65.55% |      |

### 臺中市
現任國民黨籍的市長張啓仲因掛圖案遭到停職，無法爭取連任。本屆國民黨提名了曾任西區區長、實力派的市議員林丁山，黨外方面則有何春木積極準備參選。然而林丁山趾高氣昂的態度引起部分人士不滿，因而慫恿曾辦理黨內登記提名的林澄秋違紀辦理市長登記，而缺乏主見的林澄秋也在可有可無的情形下作了市長參選登記。:62外界分析原本黨部如果能對林澄秋採安撫說服，則林澄秋應會撤銷登記。然而當時市黨部主委賴可權卻以「命令」口吻要求林澄秋撤銷登記，據接近林澄秋的人士回憶，賴可權甚至親赴林家疾言厲色訓誡林澄秋，使林家大小感到臉上無光，場面尷尬。:62
對此感到難堪的林家人，出現要求林澄秋競選到底的聲浪。林澄秋的家人、親友、學生也對林澄秋受到的威嚇感到不滿。甚至傳統黨外人士也加入支持林澄秋。一度爭取參選的黨外何春木也受到林澄秋拜託，甚至在何家祖宗神位前立誓，表明違紀參選的決心，最終使何春木同意放棄角逐。:62在撤銷登記前幾天，林澄秋支持者擔心林澄秋態度不夠積極、會半途而廢，把林澄秋藏匿於廬山溫泉防止異變，林澄秋的夫人何女士為取信眾人對她丈夫的信任，當眾家兄弟面前將林澄秋登記競選的木頭私章劈成兩半，:62表現出違紀參選到底的決心。
最終林澄秋與同為國民黨籍的莊順違紀參選市長，並都遭到國民黨開除黨籍。林澄秋在黨外人士支持，加上前任市長張啓仲因案遭到停職，心中頗為不平，對於國民黨的輔選工作也不熱衷，也使「張派」勢力轉投林澄秋陣營。加上林丁山個性木訥，拜訪選民被視為架子不小，不會親切向人問候、交談，無法獲得大眾認同。在黨外勢力及「張派」暗助下，:220林澄秋竟意外擊敗了林丁山。
| 號次 | 黨籍       | 姓名   | 得票   | 得票率 | 當選 |
| ---- | ---------- | ------ | ------ | ------ | ---- |
|      | 無黨籍     | 林澄秋 | 66,706 | 52.45% |      |
|      | 無黨籍     | 莊順   | 3,651  | 2.87%  |      |
|      | 中國國民黨 | 林丁山 | 56,819 | 44.68% |      |

### 彰化縣
本屆選舉中，國民黨為保持派系和諧。推出「白派」的現任縣議會議長陳時英角逐縣長。陳時英出身田中鎮，與謝東閔原籍的二水鄉毗鄰。陳時英也被視為謝東閔的人馬。
在黨外方面，原本黨外領袖石錫勳於1月獲青年黨提名角逐縣長，然而卻在2月時遭到當局逮捕。最後形成陳時英同額競選的局面。據調查局特務李世傑的回憶，當時逮捕石錫勳是由調查局所主導。在蔣經國決定全力支持陳時英後，除了黨部，各特務機關如調查局、情報局、憲兵、警備總部或警察系統都希望能在蔣經國跟前搶得首功。:190調查局在局長沈之岳主持下，派出間諜陳光英登門拜訪石錫勳，表示想到日本考察塑膠工業，希望石錫勳推薦朋友認識。石錫勳給了醫學校時期同學甘文芳的名片，甘文芳時任親中共的「日本華僑總會」會長。遭國府當局視為共產黨。:191沈之岳遂下令調查局第三處研擬計畫逮捕石錫勳。石錫勳遂以69歲之齡遭當局以出門醫治罹患急症的名義騙出診所，隨後押送臺北調查局秘密監獄裡。:192
而陳時英則在一人競選之下，入主彰化縣政府。
| 號次 | 黨籍       | 姓名   | 得票    | 得票率 | 當選 |
| ---- | ---------- | ------ | ------- | ------ | ---- |
| 1    | 中國國民黨 | 陳時英 | 307,986 | 100%   |      |

陳時英順利當選彰化縣長，而石錫勳則被判刑七年徒刑。最後在蔡培火奔走下，才爭取保外就醫。

### 南投縣
| 號次 | 黨籍       | 姓名   | 得票    | 得票率 | 當選 |
| ---- | ---------- | ------ | ------- | ------ | ---- |
|      | 中國國民黨 | 林洋港 | 121,637 | 80.03% |      |
|      |            | 簡秋桐 | 30,350  | 19.97% |      |

### 雲林縣
| 號次 | 黨籍       | 姓名   | 得票    | 得票率 | 當選 |
| ---- | ---------- | ------ | ------- | ------ | ---- |
|      | 中國國民黨 | 廖禎祥 | 269,927 | 96.17% |      |
|      |            | 黃文斗 | 10,763  | 3.83%  |      |

### 臺南縣
現任縣長劉博文獲得國民黨提名。在黨外陣營方面，青年黨的黃千里曾領取登記表格，然而最終奉青年黨之令輔選屏東的黃振三。而另一實力堅強的黨外人士郭秋煌雖受地方人士一再敦促，然而在北門派人士勸阻下打消參選。最終到了3月26日登記截止，仍只有劉博文登記。劉博文在無對手下，一人參選。
| 號次 | 黨籍       | 姓名   | 得票    | 得票率 | 當選 |
| ---- | ---------- | ------ | ------- | ------ | ---- |
| 1    | 中國國民黨 | 劉博文 | 270,711 | 100%   |      |

### 臺南市
現任市長葉廷珪三度登上市長之位後，於1965年9月重新加入國民黨，被外界解讀為欲爭取下屆市長提名。然而葉廷珪的爭取黨內提名，也引發與葉氏有過節的前市長辛文炳亦擺出爭取黨內提名。此外國民黨內有多人爭取提名，除葉廷珪外，包括出身臺南政治家族林家的議長林全興、省議員黃業及土木課長、同為臺南林家的林錫山等人爭取提名，當中以實力雄厚的林全興最受矚目。然而最後意外由其姪子林錫山獲得國民黨提名。
林錫山獲得提名後，以叔父之尊爭取提名落敗的林全興一時表示執意競選，而葉廷珪則拒絕擔任臺南市選舉事務所主席一職（除非本身為候選人，原則上由現任行政首長擔任委員兼主席），引起是否違紀參選或脫黨的猜測；此外辛文炳口頭上表示葉廷珪不競選他就不出馬，不過「辛派」抬轎者認為林錫山的競選班底多為「葉派」人士，仍繼續籌備競選辦事處。:1883月上旬，辛文炳、林全興、黃業都表示不惜違紀參選。國民黨則忙著派員安撫，為了勸阻辛文炳，前市長楊請特地由臺北南下，與辛文炳長談。3月中旬，疏通告一段落，林錫山將以新人姿態參選。
然而在市長登記截止日的3月26日，無黨籍的辛文炳之弟辛文恭於截止前一小時辦妥登記參選市長，使市長選情緊繃起來。:188-189就在登記後隔日（3月27日）辛家先是有「某治安機關」調查人員以有人檢舉臺南貨運公司逃漏稅為由，搜索查扣帳冊。並在永樂市場官司案中，市政府以120萬元為擔保，聲請裁定對辛文炳財產執行130萬假扣押，這一切被認為是國民黨當局要迫使「辛派」退出選舉的手段。:189最終辛文恭於4月2日撤銷登記。
在黨外陣營方面，則有上屆市長選舉落敗的前省議員魏東安捲土重來。為魏東安助選的林寬報在著作《在野人》（本書在國民黨戒嚴時期曾因在書中揭露陸軍問題而遭出版社台光出版社不敢負發行責任，改由作者自行發行。唯最後仍遭當局查禁。）指出，魏東安於2月至臺南林宅向林氏表達要回鄉競選省議員，希望林寬報為其助選，經過半個月的活動後確信能一決雌雄。然而吳三連透過民權路布店街王朝榮向林寬報表示想替張麗堂助選省議員，最後林寬報決定為魏東安助選臺南市長、尋求競選不花錢又能組織強大助選的陣容。:42-46結果在黨外勢力支持下，上屆市長選舉僅得到六百餘票的魏東安竟獲得三成選票。林寬報事後指出，林錫山此役花費了一千八百萬競選費，相較之下魏東安僅花了登記費三萬元，還是林寬報確信魏東安能拿下三萬票得到登記費退還而簽發的空頭支票。:46
| 臺南市市長選舉結果                                                        | 臺南市市長選舉結果 | 臺南市市長選舉結果 | 臺南市市長選舉結果 | 臺南市市長選舉結果 | 臺南市市長選舉結果 | 臺南市市長選舉結果 |
| 號次                                                                      | 候選人             | 政黨               | 得票數             | 得票率             | 當選標記           |                    |
| ------------------------------------------------------------------------- | ------------------ | ------------------ | ------------------ | ------------------ | ------------------ | ------------------ |
| 1                                                                         | 林錫山             | 中國國民黨         | 98,422             | 67.76%             |                    |                    |
| 2                                                                         | 魏東安             | 中國民主社會黨     | 46,827             | 32.27%             |                    |                    |
| 選舉人數                                                                  | 選舉人數           | 選舉人數           | 197,498            | 197,498            | 197,498            |                    |
| 投票數                                                                    | 投票數             | 投票數             | 153,316            | 153,316            | 153,316            |                    |
| 有效票                                                                    | 有效票             | 有效票             | 145,249            | 145,249            | 145,249            |                    |
| 無效票                                                                    | 無效票             | 無效票             | 8,067              | 8,067              | 8,067              |                    |
| 領取未投票                                                                | 領取未投票         | 領取未投票         | 47                 | 47                 | 47                 |                    |
| 投票率                                                                    | 投票率             | 投票率             | 77.63%             | 77.63%             | 77.63%             |                    |
| 資料來源：《臺南市志·卷九·選舉志》，王振惠、游醒民主修，1979年，頁190-191 |                    |                    |                    |                    |                    |                    |

選後《徵信新聞報》分析，魏東安的落選除了在第二屆省議員任內貢獻不大外，還因缺乏財力，只能單靠反感票和反應票。然而「林錫山傾其雄厚財力，投入選舉戰場，而魏東安在各方不利之下仍能獲得四萬六千八百二十七票，誠非易事。」並認為林錫山擊敗魏東安，不能視為林錫山的本身勝利，而是魏東安的條件稍差。

### 高雄縣
| 號次 | 黨籍       | 姓名   | 得票    | 得票率 | 當選 |
| ---- | ---------- | ------ | ------- | ------ | ---- |
|      | 中國國民黨 | 林淵源 | 156,992 | 62.60% |      |
|      |            | 黃承城 | 93,804  | 37.40% |      |

### 高雄市

#### 選舉背景
現任市長、被視為「在地派」的陳啓川已任滿兩屆，無法連任。國民黨出現「臺南派」及「澎湖派」爭取下屆市長提名。雖然自前一年起，執政的國民黨即出現有「內定名單」的傳言，然而直到3月1日國民黨才提名了甫從新加坡回國的前高雄市長陳武璋。陳武璋的出線被視為國民黨原鎖定三信林家的林瓊瑤不願出馬角逐市長，只好緊急徵召陳武璋參選。:434然而陳武璋則因出身地方派系「臺南派」，在提名時即因違反派系輪流習慣而引起其他地方派系「澎湖派」的反彈。:225-226
在野陣營方面則出現了民社黨的醫師楊金虎以及無黨籍的許仲川。其中楊金虎更是以第四次參選，時年已七十一歲，受到矚目。楊金虎本屆選舉中獲得所謂「四大金剛」－電台說書賣藥的陳天龍、賣天然洗潔精的議員林景元、律師蘇秋鎮及政治大學法律系畢業的莊文樺－助選，當中莊文樺最為年輕，時年二十七歲，莊文樺自1968年1月幫朋友洪照男競選高雄市議員，以精彩助選使黨外的洪照男順利當選，使洪照男的伯父洪水波對他十分欣賞，遂推薦給楊金虎。:25-26莊文樺於3月1日赴瀨南街165號楊金虎仁和醫院，為其撰稿文宣。以「廉頗七十，能食斗米；太公八十，滅紂興周。金虎年雖古稀，正是人生的開始，書生報國，未為晚也」為聲明。:27-29雖然莊文樺一度受到楊金虎不予重用而負氣離去。然而在洪水波斡旋及楊金虎外甥林俊宏力荐下，莊文樺終於受楊金虎所托，負責文宣部門。:34-49

#### 選舉過程
莊文樺認為選戰策略首重奇兵，因為對手陳武璋陣營有龐大堅強的組織在支持，所以要避免打組織戰，而重宣傳戰。莊文樺瞭解楊金虎的武器是生動凌厲的演說，因此規劃七十場的街頭演說會，以發揮己方精銳的實力並掩蓋己方虛弱拙劣的地方，以產生效果。:91楊金虎口才凌厲可由一例證明。時年七十一歲的楊金虎遭到國民黨以其太老無法勝任市長攻擊時。楊金虎回應：棺材是裝死人的，不是裝老人的。況且他也沒比蔣總統老。:91-92楊金虎陣營每場街頭演講會都要先勘察地形，規劃場地。一定要使候選人面風而立，以免聽眾面吹晚冬冷風。講台要夠高、擴音機要夠響。演講開始前由「四大金剛」輪流演講，當候選人到達時，向台上主持人遙做信號，主持人透過擴音機歡呼以作群眾注意。然後候選人緩慢通過場中央，或微笑點頭、或拍肩握手，與群眾融合在一起，最後的高潮由候選人上台後的精彩演說達成。:91
早在本次選舉之初楊金虎即遇到金錢攻勢，傳出楊氏受到一百五十萬收買換取其不角逐選戰的傳言，:67遭到楊氏拒絕。:167選戰中楊陣營則受到執政當局及媒體打壓，包括高雄煉油廠出現行政不中立，禁止楊金虎拜票的情形。4月16日楊金虎選傳車在興德戲院旁中華大樓前（三鳳宮）舉行街頭演講時，還出現附近宿舍的四層樓頂有人丟出磚塊石頭、砸傷楊陣營助選員的事件，使楊陣營送受傷者到市區蔡外科急診。隨後楊金虎與陳武璋陣營互控雙方不擇手段行為卑鄙、以及自導自演「苦肉計」。:143-144丟磚塊事件發生當晚，莊文樺就要求林俊宏至機車行訂購五頂塑膠頭盔，四頂漆紅由「四大金剛」配戴、一頂漆白由楊金虎配戴。莊文樺指出當4月17日起楊金虎配戴白色頭盔、手擦眼淚出現後，又提高了市民同情的心理。:144-145
楊金虎陣營以辦理七十場私辦政見發表會提高選戰熱度。以往曾抨擊楊氏的省議員郭國基則在本次選舉中相助，並自掏腰包在報上登聲明為其辯護，並喊出「一票楊金虎、一票郭國基」以爭取黨外選票；:189而媒體一面倒的「批楊頌陳」也引起選民對輿論的懷疑，莊文樺曾回憶在4月18日舉行盛大群眾大會的隔日，各家新聞卻隻字未提，結果引起參加的群眾耳語渲染，反而造成更大的宣傳效果影響選民心理。:153-154而政見發表會上楊金虎人潮洶湧，陳武璋僅小貓兩三隻。結果隔天的報紙卻刊出相反的報導，引起親臨現場者大罵報紙昧著良心說話，在渲染到全市下反而同情楊金虎，導致了陳武璋的敗北。:149當選戰對抗最激烈之時，出現楊金虎陣營通知第三信用合作社準備現款三十萬元，言明要小額鈔票。顯示楊金虎準備用上買票的手法的謠言。對此楊金虎派出宣傳車公開宣布：只要誰能提供買賣實證，不管買賣哪方，楊金虎都願付出新臺幣三十萬的獎金。最終使謠言不攻自破。:67
選前四天的4月17日下午，楊金虎忽然向陳武璋下達「戰書」，邀請政見辯論：「...謹邀陳武璋先生於四月十八日下午八時三十分在高雄市政府前體育場，舉行公開政見辯論大會，俾循西人辯論之方式，使真理越辯越明。一市洶洶為我二人，是非功過，倘得其值，是可對高雄之歷史與市民有所交代...」。陳陣營卻以「守法節約」為由未應戰。楊金虎則再度聲明：「...將雙方政見之抱負對市民有所交代，其方式亦以公開辯論為尚。誰知閣下不此之圖，斤斤以辯論會業經選監小組批駁，乃屬違『法』，逾『規』之行為，遂至『歉難應命』，閣下聲聲『守法』，口口『節約』，正不知閣下所『守』之何『法』？是否辯論會以外不必守法，而專在辯論一事守法？閣下所『節』何『約』？是否辯論會以外不必節約，而專在辯論會一事節約？...」除發表聲明，莊文樺並派人於18日上午到市府前體育場打掃場地，佈置會場。卻遇到「有關單位」將講台封鎖，切斷電源，將廁所用木條封釘。楊陣營借來發電機，臨時搭了講台，也就一切就緒。當晚聚集在體育場的六、七萬民眾，並沒聽到辯論。更給楊金虎成功的宣傳。:92-93國民黨經漏夜緊急開會，予以反擊，於19日在《中國時報》登啟事，邀請楊金虎「廣播辯論」稱：「...誰知楊金虎於四月十八日晚誘騙市民同胞前往體育場，觀賞其獨角戲；而所表演者無非瘋狂謾罵，依然陳腔濫調，毫無所謂『政見』。觀眾始知受騙，紛紛星散，怨聲載道...武璋為答覆楊金虎，茲特鄭重聲明，願邀金虎先生在本市任何廣播辯論。」對此楊金虎回應「今閱晚報得讀閣下邀請廣播辯論之所謂『緊急啟事』，曷勝雀躍。閣下既認為公開辯論為合法，竊以為市內辯論，單調無味，何妨在公眾之前一較長短，茲決意四月二十日下午八時假高雄市立綜合體育場舉行公開辯論，邀請市民參與盛會及選監小組蒞臨指導，再由廣播公司實況轉播。閣下斤斤於電台內之辯論，不肯與廣大民眾見面，豈閣下平素所行皆背人後不敢光明正大所以故耶...屆時在場待駕，逾時不候，唯閣下擇利而圖之。」然而這份啟事卻遭國民黨辦的新聞報拒絕刊登。莊文樺也因此被警察局長劉清池「召見」，但楊陣營不顧一切阻撓，4月20日照樣在綜合體育場舉行大會。:93-94
4月20日，楊金虎陣營在高雄綜合體育場（後來的仁愛公園、今鹽埕區二二八和平公園）舉行了聚集了高雄有史以來聚集群眾的「獨腳政見辯論大會」。:93-94而陳武璋的宣傳車也占據體育場的一角，當時雙方互相對罵、互相攻擊，此時楊金虎這邊的人越聚越多，陳武璋的聽眾卻越來越少，最後還是溜之大吉，引起旁觀者陳武璋實力已不如楊金虎的觀感。:78-79會後楊金虎陣營又舉行高雄有史以來最大的民眾遊行，群眾由楊氏的三部宣傳車主導，經五福路轉中華三路進入中正路向鹽埕大圓環挺進。當晚毛雨紛紛，群眾執傘跟隨前進。楊金虎高高站在車上，身披大紅綾、頭戴白頭盔。群眾被視為有十萬人參加。使國民黨當局驚奇的問「這些傘兵跟隨的遊行隊伍是誰付錢給他們參加遊行？是所謂何來？」:93-94

#### 選舉結果
陳武璋雖獲得國民黨副秘書長謝然之坐鎮指揮，卻出現「輔選方式」錯誤、助選人員欺上瞞下的情況，連輔選單位都收到陳武璋聲勢上漲的情報，加上報紙一面倒說盡陳武璋好話。:79使陳武璋陣營以為將勝選，到了開票當晚六點謝然之還向中央報告陳武璋將大贏楊金虎兩萬票。 :9在4月21日開票當晚，由於一開始先開出的票箱，陳武璋票數一路領先。不到八點陳家大門前就鞭炮聲不停。然而到了九點以後，發現楊金虎票數後來居上，十點時楊氏票數確定超過陳武璋。陳武璋競選總部只好尷尬的關燈熄火，不再統計票數。:119-120承認了陳武璋的敗選。
反之楊金虎陣營在十點以後，見大勢底定，四度競選終於有成功的一天。楊金虎在興奮之餘立即驅車前往市府的開票中心，以八字形步伐走上樓梯，臉上綻放微笑，向計票中心的人群打招呼，並向電台記者發表當選談話。此時他的票尚未開完。:120
| 高雄市市長選舉結果                                                | 高雄市市長選舉結果 | 高雄市市長選舉結果 | 高雄市市長選舉結果 | 高雄市市長選舉結果 | 高雄市市長選舉結果 | 高雄市市長選舉結果 |
| 號次                                                              | 候選人             | 政黨               | 得票數             | 得票率             | 當選標記           |                    |
| ----------------------------------------------------------------- | ------------------ | ------------------ | ------------------ | ------------------ | ------------------ | ------------------ |
| 1                                                                 | 陳武璋             | 中國國民黨         | 97,363             | 42.68%             |                    |                    |
| 2                                                                 | 楊金虎             | 中國民主社會黨     | 129,162            | 56.61%             |                    |                    |
| 3                                                                 | 許仲川             | 無黨籍             | 1,619              | 0.71%              |                    |                    |
| 選舉人數                                                          | 選舉人數           | 選舉人數           | 304,486            | 304,486            | 304,486            |                    |
| 投票數                                                            | 投票數             | 投票數             | 234,991            | 234,991            | 234,991            |                    |
| 有效票                                                            | 有效票             | 有效票             | 228,144            | 228,144            | 228,144            |                    |
| 無效票                                                            | 無效票             | 無效票             | 6,847              | 6,847              | 6,847              |                    |
| 領取未投票                                                        | 領取未投票         | 領取未投票         | 95                 | 95                 | 95                 |                    |
| 投票率                                                            | 投票率             | 投票率             | 77.18%             | 77.18%             | 77.18%             |                    |
| 資料來源：《重修高雄市志·卷二·民政志》，高雄市政府，1990年，頁167 |                    |                    |                    |                    |                    |                    |

選後，警察局局長劉清池遭到調職。而「四大金剛」的龍頭陳天龍遭到定罪，捕送外島管訓。另一位金剛林景元四年後競選高雄縣議員，成功當選。但不久就被「虛構事實詆毀政府...」等帽子蓋上，被判當選無效。而莊文樺則因在選戰過程中遭遇諸多壓力，也無法與楊金虎繼續合作。同年六月即返回臺北，莊文樺認為是楊金虎「鳥盡弓藏」。林景元當選無效後，莊文樺曾參與抗議簽名。1972年角逐競選省議員失敗，1973年3月，參選高雄市議員，與黨外的顏明聖雙雙當選。:94-101

### 屏東縣
| 號次 | 黨籍       | 姓名   | 得票    | 得票率 | 當選 |
| ---- | ---------- | ------ | ------- | ------ | ---- |
|      | 中國國民黨 | 張豐緒 | 172,823 | 66.15% |      |
|      |            | 黃振三 | 88,446  | 33.85% |      |

### 花蓮縣
| 號次 | 黨籍       | 姓名   | 得票   | 得票率 | 當選 |
| ---- | ---------- | ------ | ------ | ------ | ---- |
| 1    | 中國國民黨 | 黃福壽 | 92,905 | 100%   |      |

### 臺東縣
臺東縣到1968年新春過後國民黨仍未提名人選，而時為「黨外」的現任縣長黃順興則受到相關單位勸說改變立場或放棄連任轉進省議員，但遭到黃順興拒絕。:247就在黃順興決定再度連任後不久，國民黨確定了提名人選。:250黃順興回憶此次選舉中其陣營的動向已遭國民黨掌握，而國民黨推出的候選人則以哀兵姿態尋求支持，反而黃順興的支持者仍出現高昂的氣勢。:250
為避免重演上屆選舉意外由黨外人士當選，國民黨在此次選舉中以重兵駐守臺東縣。黃順興回憶國民黨從臺北中央及西部縣市調動兵將，透過嚴密的組織戰來對抗黃順興，使臺東縣內呈現高度的緊張感。就連黃順興在投票前夕出門買東西吃時，剛從公舍後門踏出一步，就遭全副武裝的小隊擋住詢問做什麼，被放行後不到五十公尺又遇到另一支巡邏隊伍以同樣作勢口氣詢問。:251到了投票當天黃順興與妻子投完票後，在路上更見軍車吉普在騁馳，車上人員各個抓著無線電不斷講話。臺東街上少了以往穿梭於投票所間的興奮感，大街小巷甚少行人，只見看似負有傳令任務的大小軍車。:96-97而在投票前三十三個小時，黃順興陣營推出的一百多名監票員都遭到有關單位以莫須有理由拒聘。:250
開票當晚電台開票方式也呈現不尋常，以往由於電訊不便、以至於縣級選舉中都要隔一夜才能報告結束的蘭嶼鄉，在本次選舉竟早於縣府所在地的臺東鎮，率先將開票結果傳至本島發送，下午六時就率先播放。然而據黃順興回憶蘭嶼的電訊設備與過去並無兩樣。:253在結果發布中一千多票中開出近百分之九十的得票率，而黃順興僅得3票。:253確定了黃順興的敗選。開票隔天早上一度出現大批群眾擠到公舍前看黃順興，當中甚至有原住民選民搥胸大哭激動叫嚷「我們投給你的票都跑到哪裡去了，再把選票重檢給我們看看呀！」。:253-254
| 臺東縣縣長選舉結果                                                     | 臺東縣縣長選舉結果 | 臺東縣縣長選舉結果 | 臺東縣縣長選舉結果 | 臺東縣縣長選舉結果 | 臺東縣縣長選舉結果 | 臺東縣縣長選舉結果 |
| 號次                                                                   | 候選人             | 政黨               | 得票數             | 得票率             | 當選標記           |                    |
| ---------------------------------------------------------------------- | ------------------ | ------------------ | ------------------ | ------------------ | ------------------ | ------------------ |
|                                                                        | 黃鏡峰             | 中國國民黨         | 52,364             | 57.82%             |                    |                    |
|                                                                        | 黃順興             | 中國青年黨         | 38,199             | 42.18%             |                    |                    |
| 選舉人數                                                               | 選舉人數           | 選舉人數           | 117,574            | 117,574            | 117,574            |                    |
| 投票數                                                                 | 投票數             | 投票數             | 95,117             | 95,117             | 95,117             |                    |
| 有效票                                                                 | 有效票             | 有效票             | 90,563             | 90,563             | 90,563             |                    |
| 無效票                                                                 | 無效票             | 無效票             | 4,554              | 4,554              | 4,554              |                    |
| 領取未投票                                                             | 領取未投票         | 領取未投票         | 不詳               | 不詳               | 不詳               |                    |
| 投票率                                                                 | 投票率             | 投票率             | 73.17%             | 73.17%             | 73.17%             |                    |
| 資料來源：《臺東縣史·政事篇》，顏志光主修；李文良等纂修，2001年，頁239 |                    |                    |                    |                    |                    |                    |

### 澎湖縣
| 號次 | 黨籍       | 姓名   | 得票   | 得票率 | 當選 |
| ---- | ---------- | ------ | ------ | ------ | ---- |
| 1    | 中國國民黨 | 蔣祖武 | 34,973 | 100%   |      |

## 脚注
1. ↑  今鹽埕區的高雄市立歷史博物館。

### 書目
- 《中華民國選舉概況（下篇）》，中央選舉委員會，1984年
- 《重修臺灣省通志》＜卷八．職官志第一冊-文職表篇＞，劉寧顏，臺灣省文獻委員會，1993年
- 《競選縱橫談》，莊文樺著。彰化：現代潮出版社出版。1972年6月20日初版。

### 外部連結
- 中華民國中央選舉委員會（页面存档备份，存于）